# The Last of the Ingrams
The Last of the Ingrams er en amerikansk stumfilm fra 1917 af Walter Edwards.

## Medvirkende
- William Desmond som Jules Ingram.
- Margery Wilson som Mercy Reed.
- Robert McKim som Rufus Moore.
- Walt Whitman som Israel Spence.
- Mary Armlyn som Agnes Moore.